# Jay M. Ipson
 (avril 2012).
Si vous disposez d'ouvrages ou d'articles de référence ou si vous connaissez des sites web de qualité traitant du thème abordé ici, merci de compléter l'article en donnant les références utiles à sa vérifiabilité et en les liant à la section « Notes et références ».
Jay M. Ipson (né le 5 juin 1935 à Kovno, sous le nom de Jacob Ipp) est un survivant lituano-américain de la Shoah. Il est cofondateur du Virginia Holocaust Museum, à Richmond, en Virginie.

## Biographie

### Enfance et national-socialisme
Jakob Ipp est né en Lituanie. Ses parents, Israël et Eta (Edna) Ipp, vivaient à Kovno.  En 1941, alors qu’il n’a que six ans, sa famille est envoyée, par le régime national-socialiste, dans le ghetto de Kovno. En 1943, Jakob et sa mère sont « sélectionnés » avec 5 000 autres Juifs. Grâce à un ami, appartenant à la police juive des ghettos, ils réussissent à s’enfuir et ont ainsi survécu. Par la suite, Jakob et ses parents réussiront à fuir.
Ils se réfugient dans une famille de paysans catholiques, les Paskauskas. Pendant six mois ils tinrent bon, jusqu’à leur libération par les russes, entassés dans une grotte sans lumière (environ 3,5 m de long, 2,7 m de large et 1 m de haut), dans laquelle on accédait grâce à un long tunnel. À la fin, dans cette grotte, se cachaient treize personnes. Jakob avait huit ans. Le paysan et sa femme, qui leur avaient fourni de la nourriture pendant tout ce temps, ont été honorés, après la Seconde Guerre mondiale, à l’intérieur même du mémorial israélien Yad Vashem comme justes parmi les nations.

### Émigration aux États-Unis
À la fin de la guerre, Jakob et ses parents quittent la Lituanie pour Munich, où le père de Jakob a trouvé un poste aux Nations unies, dans l´administration de la reconstruction (UNRRA). Des parents proches les aident à se rendre aux États-Unis, où ils arrivent le 12 juin 1947 à Richmond en Virginie. Pour mieux s´intégrer dans la société américaine, ils changent leur nom de famille, Ipp devient Ipson. Jakob avait douze ans.
À dix-huit ans, Jay M. Ipson se porte volontaire dans l´armée américaine afin de vivre une vie « normale ». Il étudie la comptabilité à l´université de Richmond et se marie en 1959 à la fille d´un propriétaire de garages puis commença à travailler dans son entreprise. Plus tard il fond à Richmond l’American parts Company, sa propre entreprise.

### Le Virginia Holocaust Museum
Dans les années 1980, Ipson commence à se rendre dans les écoles afin de parler de son passé durant l'Holocauste. Régulièrement il quitte la maison vers six heures du matin, tient sa conférence et part ensuite travailler. Jusqu´au moment où des amis lui proposent de faire venir les classes chez lui.
En 1997, il organise une exposition à côté de la synagogue locale le Temple Beth El avec Mark E. Fetter et Al Rosenbaum. C´est ainsi que nait le musée de l’Holocauste. Les locaux devenant trop petits par rapport à l’enjeu, ils cherchent un bâtiment plus grand. Avec le soutien du député du congrès Eric Cantor, on proposa un nouveau site muséal et met à sa disposition une ancienne entreprise de tabac.
Le musée est inauguré en 2003 après beaucoup de temps investi et de dépenses. Depuis, le musée de l’Holocauste en Virginie a été agrandi et a enregistré plus de 175 000 visiteurs depuis son inauguration. En 2007 on a célébré les dix ans de sa création. Sans compter ses efforts, Ipson réussit en 2009 à obtenir une torah (rouleau) qui avait été cachée dans une église (Vilnius) pendant l’Holocauste. Depuis sa coûteuse restauration, elle a trouvé sa place dans la synagogue du musée.

## Récompenses
Le 16 janvier 2001, il est honoré du First Freedom Award, remis par le First Freedom Centerr puis, en 2005,est récompensé par le Director's Community Leadership Award, remis par le FBI de Richmond.
Le 11 mai 2010, il a reçu l’Austrian Holocaust Memorial Award 2009 (AHMA) pour son engagement pour la « Tolerance Through Education » (Devise du Musée).